# NGC 6244
NGC 6244 је спирална галаксија у сазвежђу Змај која се налази на NGC листи објеката дубоког неба.
Деклинација објекта је + 62° 12' 2" а ректасцензија 16h 48m 3,9s. Привидна величина (магнитуда) објекта NGC 6244 износи 13,5 а фотографска магнитуда 14,4. NGC 6244 је још познат и под ознакама UGC 10568, MCG 10-24-59, CGCG 299-32, KAZ 96, IRAS 16475+6217, PGC 59009.